# Chopardiana cadoreli
Chopardiana cadoreli är en fjärilsart som beskrevs av Pierre E.L. Viette 1968. Chopardiana cadoreli ingår i släktet Chopardiana och familjen nattflyn. Inga underarter finns listade i Catalogue of Life.